# Mexistrophia
Mexistrophia is een geslacht van weekdieren uit de klasse van de Gastropoda (slakken).

## Soort
- Mexistrophia reticulata F. G. Thompson, 2011